# Box Orbit
In der Stellardynamik bezeichnet ein Box Orbit eine bestimmte Art von Orbit, der in triaxialen Systemen auftritt. Das sind Systeme, die keine Symmetrie um eine ihrer Koordinatenachsen haben. Die Box Orbits sind daher Gegenstücke zu den Loop Orbits, die in kugelsymmetrischen oder achsensymmetrischen Systemen auftreten.
In einem Box Orbit oszilliert der Stern unabhängig entlang der drei verschiedenen Achsen während es sich durch das System bewegt. Als ein Ergebnis dieser Bewegung belegt es dabei ungefähr eine boxförmige Region im Weltraum. Im Gegensatz zum Loop Orbit können die Sterne auf Box Orbits dem Zentrum des Systems beliebig nahekommen. In einem Spezialfall, falls die Frequenzen der Oszillation in verschiedene Richtungen kommensurabel sind, wird der Orbit auf einer ein- oder zweidimensionalen Mannigfaltigkeit liegen und kann dabei das Zentrum meiden. Solche Orbits werden manchmal „Boxlets“ genannt.
| Beginning of a box orbit | Many cycles of a box orbit    | A closed box orbit          |
| Anfang eines Box Orbits  | Viele Zyklen eines Box Orbits | Ein geschlossener Box Orbit |